# Montmorillon
Montmorillon [mɔ̃mɔʁijɔ̃] ist eine französische Gemeinde mit 5867 Einwohnern (Stand 1. Januar 2022) im Département Vienne in der Region Nouvelle-Aquitaine; sie ist Verwaltungssitz des Arrondissements Montmorillon und gehört zum Kanton Montmorillon.
Die Gemeinde gilt in Frankreich als Bücherdorf.

## Geografie

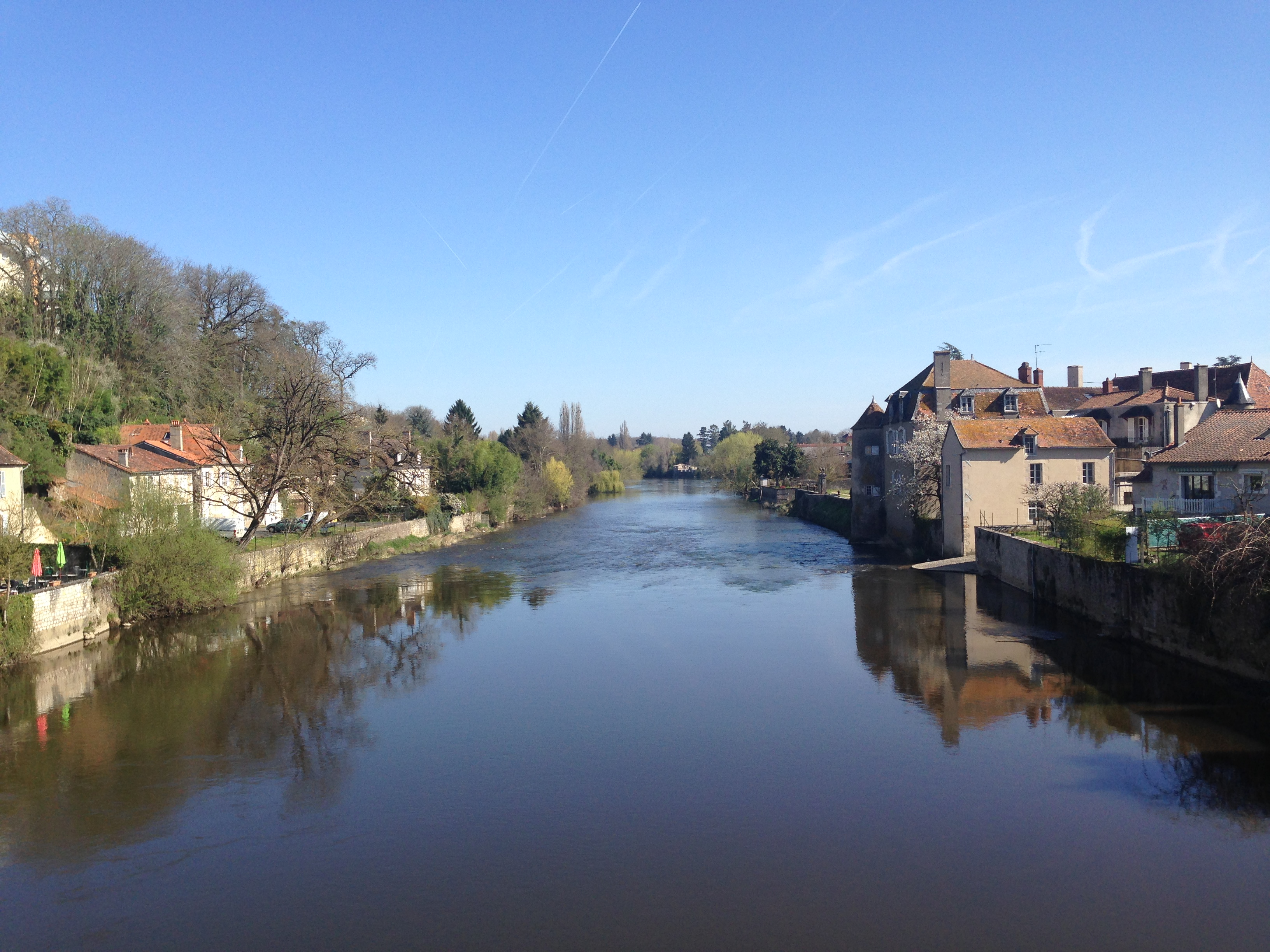
Die Gartempe in Montmorillon

Montmorillon liegt 50 Kilometer südöstlich von Poitiers und 90 Kilometer nordwestlich von Limoges. Der Ort wird von der Gartempe durchflossen.

## Geschichte
Im Mittelalter gab es in Montmorillon eine Burg auf einem Felsen nahe der Kirche Notre-Dame, von der jedoch nichts geblieben ist.

### Bevölkerungsentwicklung
| Jahr      | 1962 | 1968 | 1975 | 1982 | 1990 | 1999 | 2009 | 2018 |
| Einwohner | 5743 | 6034 | 6685 | 6954 | 6667 | 6895 | 6410 | 5911 |

## Sehenswürdigkeiten
- Das Oktogon von Montmorillon ist eine romanische Friedhofskapelle aus dem 12. Jahrhundert. Sie steht seit 1840 als Monument historique unter Denkmalschutz.
- Die Kirche Notre-Dame entstand vom 12. bis zum 14. Jahrhundert. Die Apsis der Krypta enthält ein großes Fresko, das die mystische Vermählung der heiligen Katharina mit dem Christuskind zeigt. Es ist das älteste Beispiel dieser Ikonografie aus dem ausgehenden 12. oder frühen 13. Jahrhundert. Im Zentrum ist die thronende Muttergottes dargestellt, die den Knaben hält, der seine rechte Hand zur gekrönten Katharina streckt.
- Die Kapelle Saint-Laurent des Maison-Dieu mit einer Fassade aus dem 12. Jahrhundert ist ebenfalls seit 1840 Monument historique.
- Die neugotische Kirche Saint-Martial aus dem 19. Jahrhundert steht an der Stelle einer romanischen Vorgängerkirche.

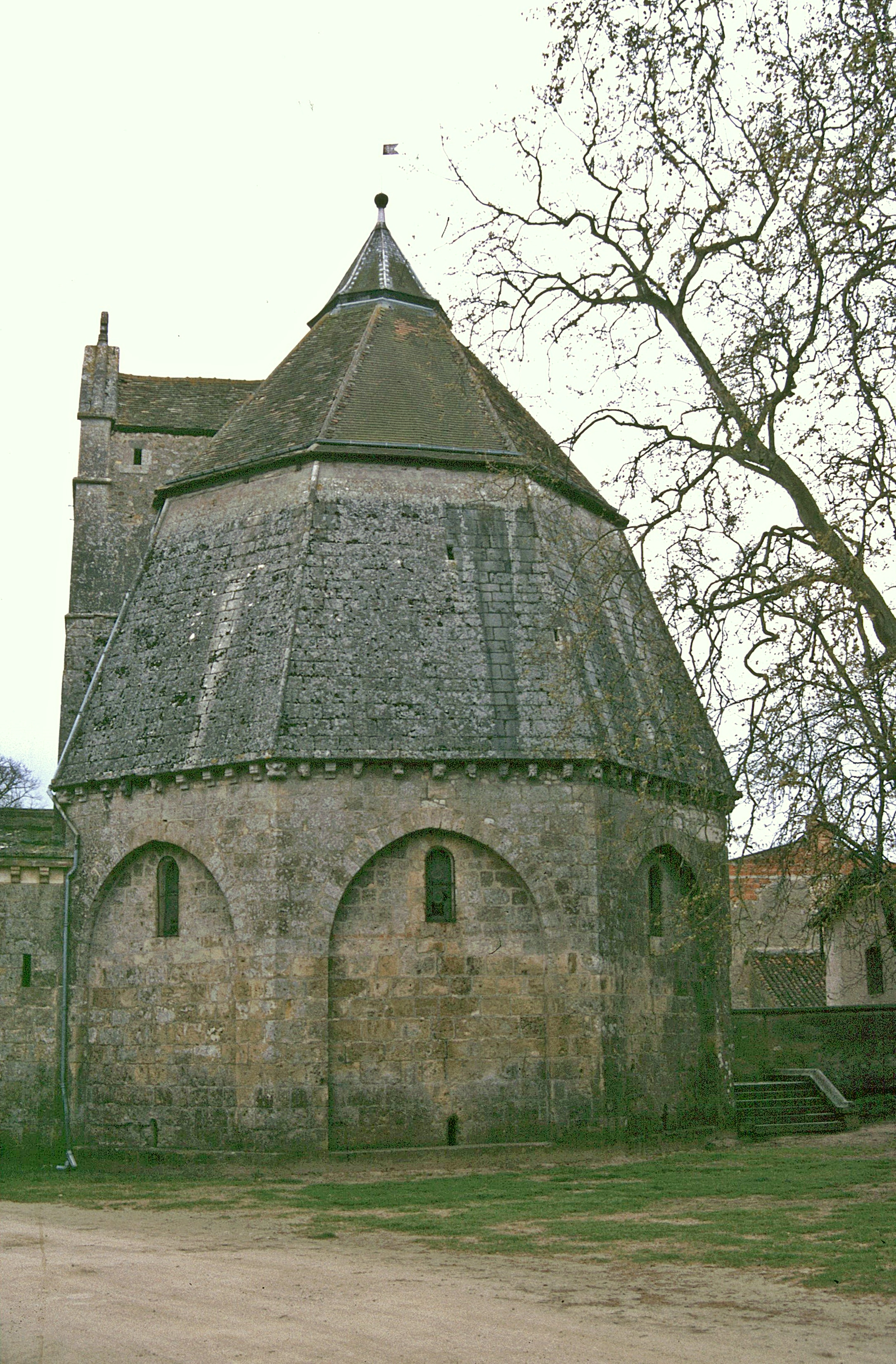
Karner (Oktogon)
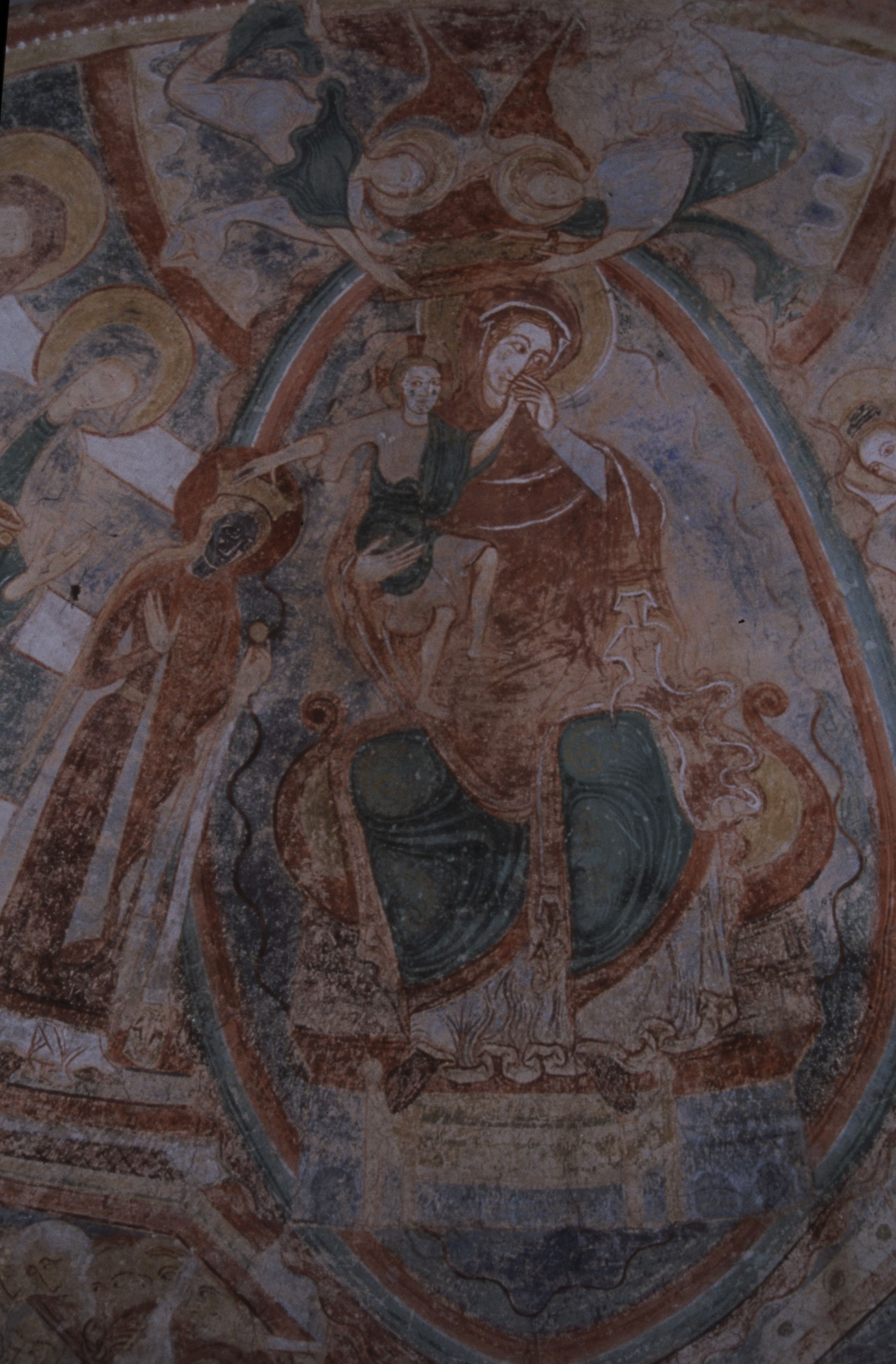
Fresko in der Krypta von Notre-Dame
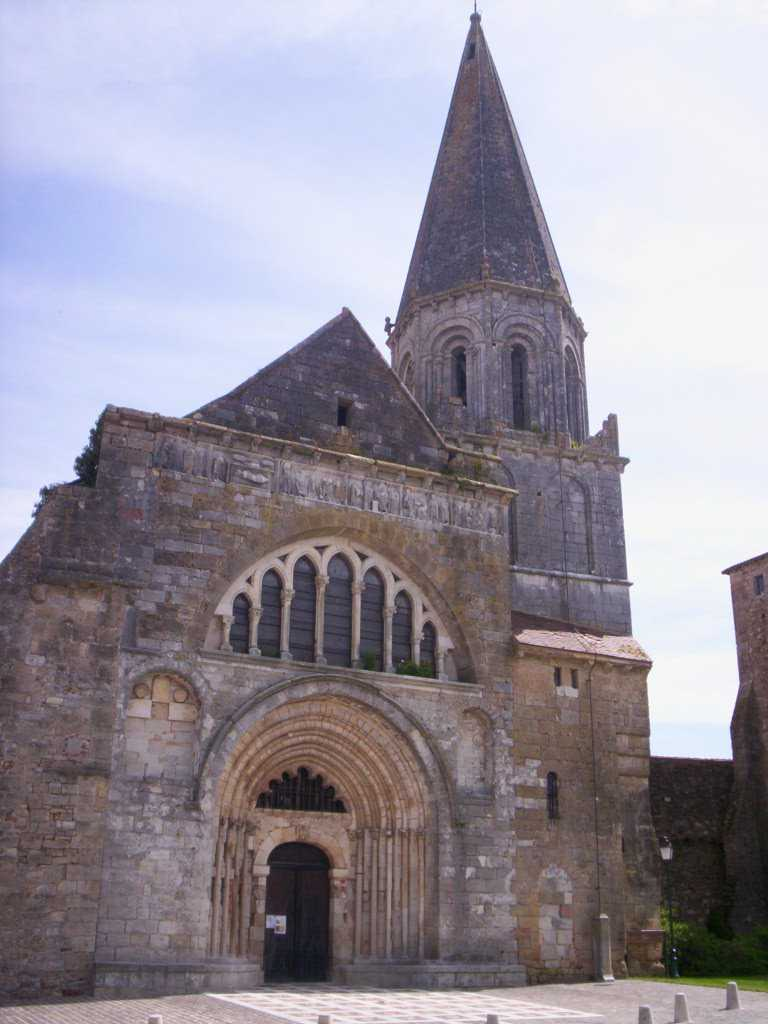
Chapelle Saint-Laurent à Montmorillon

## Geologie
Montmorillon hat dem Montmorillonit seinen Namen gegeben, einem Schichtsilikat.

## Städtepartnerschaften
- Wadern, Deutschland, seit 1977
- Medina del Campo, Spanien, seit 1994
- Safané, Burkina Faso, seit 1997
- Gościno, Polen

## Persönlichkeiten
- Étienne de Vignolles, genannt La Hire (1390–1442), Kampfgefährte Jeanne d’Arcs
- Paul de Ladmirault (1808–1898), General
- Régine Deforges (1935–2014), Schriftstellerin und Verlegerin